# Френк Ремзі
Френк Пламптон Ремзі (англ. Frank Plumpton Ramsey; 22 лютого 1903, Кембридж — 19 січня 1930, Лондон) — англійський математик, дослідник у галузі математики, філософії та економічної науки, автор теореми Ремзі, теорії Ремзі, речень Ремзі, співавтор моделі Ремзі — Касса — Купманса.

## Життєпис
Народився 22 лютого 1903 року в сім'ї математика та президента Магдален-коледжу Артура Ремзі. Був старшим із чотирьох дітей. Молодший брат Майкл Ремзі згодом став архієпископом Кентерберійським, але сам Френк до кінця життя був войовничим атеїстом. 1915 року вступив до Вінчестерського коледжу, пізніше вивчав математику в Триніті-коледжі, де рано проявилися його різнобічні здібності та інтереси.
1924 року завдяки підтримці Дж. М. Кейнса став викладачем Королівського коледжу Кембриджу. Читав лекції з математики, надалі став завідувачем навчальної частини з напряму математики.
1925 року одружився, в шлюбі народилися дві дочки.
1927 року опублікував статтю Факти та пропозиції (англ. Facts and Propositions), в якій представив, як її іноді називають, надмірну теорію істини. Теорему, яку він довів 1930 року, названо його ім'ям (див. Теорема Ремзі), пізніше виник окремий розділ математики — теорія Ремзі.
В економічній науці досліджував проблематику математичного моделювання, зокрема, розробляв моделі оптимального оподаткування та економічного зростання. Дослідження Френка Ремзі в галузі математичної економіки високо оцінили сучасники, одна з моделей економічного зростання має його ім'я (див. моделі Ремзі — Касса — Купманса), також у економічній теорії відома проблема Ремзі.
Його роботи про природу ймовірності багато в чому випередили час, їхнє значення стало зрозумілим лише з розвитком теорії ігор та теорії прийняття рішень. Співпрацював із Людвігом Вітгенштайном, у 19 років переклав його «Логіко-філософський трактат». Брав участь у дискусіях з Вітгенштайном та італійським економістом П'єро Сраффою.
Помер 19 січня 1930 року внаслідок невдалої операції, що спричинила інфекційний гепатит.

## Твори
- The Foundations of mathematics and other logical essays, — London, 1931.
- On truth, Kluwer, 1991.
- Notes on philosophy, probability and mathematics, — Neapel, 1990.
- A mathematical theory of saving // The Economic Journal, Volume 38, Issue 152 (Dec., 1928), pp. 543—559.
- A contribution to the theory of taxation, 1927.
- On a problem of formal logic, — Proceedings London mathematical society, 1930.
- Philosophical papers / Mellor ed., Cambridge, 1990 (в сбор.: The Foundations of Mathematics (1925), Universals (1925), Theories (1929), Knowledge (1929), Facts and propositions (1927), General propositions and causality (1929), Truth and probability (1926)).